# Клекова, Юлия Васильевна
Юлия Васильевна Сидорова (Клекова) — советский стрелок. Трёхкратная чемпионка мира (1970, 1975, 1979 гг.). Серебряный призёр чемпионата мира. Десятикратная чемпионка Европы (1973-1980 гг.). Трёхкратный серебряный и бронзовый призёр чемпионатов Европы. Пятикратная чемпионка СССР. Рекордсменка мира и СССР в личном и командном зачётах. Заслуженный мастер спорта СССР.

## Биография
Родилась 16 февраля 1947 года в городе Сталиногорск Тульской области РСФСР.
Дочь мастера спорта по стендовой стрельбе и тренера по стрельбе Л. Сидоровой, стендовой стрельбой начала заниматься в 1960 году в возрасте 13 лет под руководством матери.
Поступила в Ростовский государственный университет.
Выступала за Всеармейское военно-охотничье общество, в 1969 году на соревнованиях в Ростове-на-Дону стала чемпионом СССР по стрельбе.
В 1970 году вновь заняла первое место на чемпионате СССР, а затем заняла первое место на чемпионате мира по стендовой стрельбе в городе Финикс (штат Аризона, США) и стала чемпионом мира (стреляла из ружья МЦ 8).
Вышла замуж за стрелка-спортсмена Алексея Клекова.
В 1973 году на чемпионате Европы в Турине заняла первое место в личном первенстве среди женщин (139 из 150 мишеней) и в командном первенстве среди женщин (в составе команды - Ю. Клекова, Е. Сеничева и Н. Уколова).
В 1976 году на чемпионате Европы в Брно заняла первое место в личном первенстве среди женщин (134 из 150 мишеней) и в командном первенстве среди женщин (в составе команды - Ю. Клекова, Е. Сеничева и Н. Уколова).
В 1977 году на чемпионате Европы в Дорчестере заняла первое место в командном первенстве среди женщин (в составе команды - В. Герасина, Ю. Клекова, Л. Тюшкина).